# Ijma (rivière)
Cet article concerne un cours d'eau de Russie. Pour le terme de droit musulman, voir Idjmâ'.
La rivière Ijma (en russe : Ижма) ou Izva est un cours d'eau de Russie et un affluent gauche de la Petchora.

## Géographie
L'Ijma est longue de 531 km. Elle coule à l'extrémité nord-est de la Russie d'Europe, dans la République des Komis, et draine un bassin d'une superficie de 31 000 km2. Elle a un débit moyen de 317 m3/s.
Elle naît sur le versant oriental des monts Timan, dans la partie méridionale de la République des Komis. Son cours est d'un bout à l'autre orienté vers le nord-nord-ouest au sein d'un territoire essentiellement plat et comportant très peu de reliefs. Toute cette zone est marécageuse et couverte par la taïga, c'est-à-dire la forêt boréale de conifères. Elle se jette en rive gauche dans la Petchora au niveau de la localité d'Oust-Ijma.

## Gel - Navigabilité
Le climat froid est à l'origine de longues périodes de gel ; la rivière est de ce fait habituellement prise par les glaces depuis la mi-novembre, et ce jusqu'à la mi-mai.
En dehors de ce long hiver, l'Ijma est navigable en amont de sa confluence avec la Petchora, jusqu'à la localité d'Oust-Oukhta.

## Affluents
Ses principaux affluents sont :
- l'Oukhta (rive gauche) ;
- l'Aiiouva (rive droite) ;
- le Sebys (rive droite).

## Villes traversées
- L'Ijma arrose la ville de Sosnogorsk dans son cours supérieur.
- Elle passe non loin d'Oukhta qui est située en réalité sur les rives de la rivière homonyme.

## Hydrométrie - Les débits mensuels à Ijma
Le débit de la rivière a été observé pendant 11 ans (période 1981 - 1991) à Ijma, petite localité située à quelque 79 kilomètres de son confluent avec la Petchora, et à une altitude de 28 mètres.
À Ijma, le débit annuel moyen ou module observé sur cette période était de 317 m3/s pour une surface de drainage de 28 700 km2, soit approximativement 92,5 % de la totalité du bassin versant de la rivière qui en compte plus ou moins 31 000. La lame d'eau d'écoulement annuel dans ce bassin se montait de ce fait à 349 millimètres, ce qui peut être considéré comme assez élevé, mais correspond aux valeurs enregistrées sur la plupart des cours d'eau du nord de la Russie d'Europe, et résulte du niveau des précipitations observées sur la surface de son bassin versant ainsi que de la faiblesse de l'évaporation.
Les hautes eaux se déroulent au printemps, depuis la fin du mois d'avril jusqu'au mois de juin, ce qui correspond au dégel et à la fonte des neiges du bassin. Dès le mois de juin, le débit baisse fortement, mais reste assez appréciable tout au long du reste de l'été et de l'automne. Un assez net rebond, de moyenne ampleur, a lieu aux mois de septembre-octobre, et est lié aux précipitations automnales ainsi qu'à la moindre évaporation en cette saison.
À partir du mois de novembre, le débit de la rivière baisse à nouveau, ce qui mène à la période des basses eaux ou étiage annuel. Celui-ci a lieu de décembre à mars inclus.
Le débit moyen mensuel observé en mars (minimum d'étiage) est de 75,6 m3/s, soit plus ou moins de 5,5 % du débit moyen du mois de mai (1 331 m3/s), ce qui montre l'amplitude élevée des variations saisonnières. Sur la durée d'observation de 11 ans, le débit mensuel minimal a été de 64,7 m3/s en février 1989, tandis que le débit mensuel maximal s'élevait à 1 690 m3/s en mai 1986.
En ce qui concerne la période estivale, la plus importante car libre de glaces (de mai à octobre inclus), le débit minimal observé sur cette même période, a été de 91,4 m3/s en août 1988, ce qui restait fort confortable.